# مارتن مولر (لاعب كرة قدم)
مارتن مولر (بالتشيكية: Martin Müller)‏ (مواليد 6 نوفمبر 1970)، هو لاعب كرة قدم كان يلعب كمدافع.

## وصلات خارجية
- مارتن مولر على موقع رابطة كرة القدم اليابانية للمحترفين (اليابانية)
- مارتن مولر على موقع قاعدة بيانات كرة القدم.إي يو (الإنجليزية)
- مارتن مولر على موقع Soccerway.com (الإنجليزية)
- مارتن مولر على موقع عالم كرة القدم.نت (الإنجليزية)